# Euphorbia petala
Euphorbia petala là một loài thực vật có hoa trong họ Đại kích. Loài này được Ewart & L.R.Kerr mô tả khoa học đầu tiên năm 1926.